# Sbeitla
Sbeitla (em francês: Sbeïtla; em árabe: سبيطلة‎) é uma cidade e município do centro-norte da Tunísia. É a capital da delegação homónima e faz parte da província de Kasserine. A delegação tem 1 133,5 km² de área e em 2004 a delegação tinha 69 539 habitantes (densidade: 61,3 hab./km²). No mesmo ano, o município tinha 20 253 habitantes.
Situada 54 km a leste de Kasserine, 44 km a noroeste de Sidi Bouzid, 250 km a sudoeste de Tunes, 110 km a sudoeste de Cairuão, 165 km a sudoeste de Sousse e 170 km a noroeste de Sfax, a cidade é conhecida principalmente pelo importante sítio arqueológico das ruínas da antiga cidade de Sufétula, o qual ocupa uma área apreciável do noroeste da cidade moderna.